# Кагарлицький Дмитро Сергійович
Дмитро Сергійович Кагарлицький (рос. Дмитрий Сергеевич Кагарлицкий; 1 серпня 1989, м. Череповець, СРСР) — російський хокеїст, лівий нападник. Виступає за «Металург» (Новокузнецьк) у Континентальній хокейній лізі.
Вихованець хокейної школи «Сєвєрсталь» (Череповець). Виступав за «Атлант» (Митищі), ХК «Рязань», «Митищінські Атланти», «Титан» (Клин), МХК «Крила», «Крила Рад» (Москва).
На початку 2014 року під час виступів за «Донбас» Кагарлицький отримав пропозицію прийняти громадянство України, але через початок російсько-української війни не зробив цього.
У складі юніорської збірної Росії учасник чемпіонату світу 2007.
Досягнення
- Переможець юніорського чемпіонату світу (2007)